# 伊朗伊斯兰革命卫队情报机构
伊朗伊斯兰革命卫队情报机构（波斯語：  سازمان اطلاعات سپاه پاسداران انقلاب اسلامی）是伊朗伊斯兰革命卫队下属的一个情报机构。2009年，在哈梅內伊的提議下，伊朗伊斯兰革命卫队情报机构成立。伊朗伊斯兰革命卫队情报机构的权力与伊朗情報與國家安全部相当。伊朗伊斯兰革命卫队情报机构主要在伊朗國內活跃。